# (13324) 1998 SK2
1998 أس كي 2 (ويعرف أيضًا باسم (13324) 1998 أس كي 2 وفق تسمية الكوكب الصغير) (بالإنجليزية: 1998 SK2)‏ هو كويكب ضمن حزام الكويكبات؛ وترتيبه 13324 من حيث الاكتشاف.
اكتُشف هذا الجُرم الفلكي بواسطة توم ستافورد في 18 سبتمبر 1998.

## وصلات خارجية
- (13324) 1998 SK2 في قاعدة بيانات مختبر الدفع النفاث لأجرام النظام الشمسي الصغيرة

- الاكتشاف · مخطط المدار ·  العناصر المدارية · المعلمات المادية

- (13324) 1998 SK2 على موقع ويكي سكاي: DSS2, SDSS, GALEX, IRAS, Hydrogen α, X-Ray, Astrophoto, Sky Map, Articles and images